# Kenneth A. R. Kennedy
Kenneth Adrian Raine Kennedy (26 de junio de 1930 - 23 de abril de 2014) fue un antropólogo estadounidense que estudió en la Universidad de California en Berkeley.
Era profesor emérito de Biología Evolutiva, Antropología, Ecología y Estudios Asiáticos en la División de Ciencias Biológicas de la Universidad Cornell.
Dedicó más de treinta y cinco años de investigación de campo y de laboratorio en la India, Pakistán, Sri Lanka, y zonas fronterizas.
Sus áreas de interés fueron la antropología forense y la biología del esqueleto humano.

## Publicaciones[3]
- 1984: K. Kennedy y G. Possehl: «A reassessment of the theories of racial origins of the people of the Indus Valley civilization from recent anthropological data», en revista Studies in the Archaeology and Palaeoanthropology of South Asia (págs. 99-107). Oxford: American Institute of Indian Studies.
- 1991: B. E. Hemphill, J. R. Lukacs, y K. A. R. Kennedy: «Biological adaptions and affinities of the Bronze Age harappans», en R. Meadow (ed.): Harappa Excavations 1986-1990 (págs. 137-182).
- 1995: «Have aryans been identified in the prehistoric skeletal record from South Asia?», en George Erdosy (ed.): The indo-aryans of ancient South Asia (págs. 49-54).
- 1998, K. A. R. Kennedy, y A. A. Elgart: «South Asia: India and Sri Lanka. Hominid remains: an update», 8: 95; en R. Orban y P. Semal (eds.): Anthropologie et Prehistoire. Bruselas: Institut Royal des Sciences Naturelles de Belgique.
- 2000: God-apes and fossil men: palaeoanthropology of South Asia Ann Arbor (Míchigan): University of Michigan Press.
- 2002: K. A. R. Kennedy, V. N. Misra, J. R. Lukacs, S. C. Tiwari, y V. S. Wakankar: Skeletal biology of the human remains from the Mesolithic and Palaeolithic levels of Bhimbetka rockshelters of Madhya Pradesh, India. Pune (India): Indian Society for Prehistoric and Quaternary Studies.
- 2002: K. A. R. Kennedy: «Trials in court: the forensic anthropologist takes the stand», en D. W. Steadman (ed.): Hard evidence: case studies in forensic anthropology (págs. 77-86). Upper Saddle River (Nueva Jersey): Prentice-Hall.
- 2003: «Palaeoanthropology - South Asia», en D. Levinson y K. Christensen (eds.): Encyclopedia of Modern Asia págs. 448-452. Nueva York: Charles Schribner's Sons.